# Pteragogus pelycus
Pteragogus pelycus Randall, 1981 è un pesce di acqua salata appartenente alla famiglia Labridae.

## Distribuzione e habitat
È una specie demersale tipica dell'ovest dell'oceano Indiano, in particolare dalle coste dell'Africa orientale (dal Sudafrica alla Tanzania), ed è presente anche dalle isole Comore e Seychelles. Nel 1992 degli esemplari di Pteragogus migrati nel mar Mediterraneo attraverso il mar Rosso e il canale di Suez avvistati nella baia di Haifa erano stati identificati come P. pelycus; altri avvistamenti sono seguiti a Rodi nel 1999 e a Cipro nel 2000; oggi si ritiene però che si trattasse invece del simile Pteragogus trispilus. Nuota fino a 28 m di profondità in zone ricche di vegetazione acquatica come le praterie di fanerogame marine.

## Descrizione
Presenta un corpo compresso lateralmente, non molto allungato ma con la testa dal profilo non particolarmente arrotondato. La lunghezza massima registrata è di 15 cm. La pinna caudale ha il margine arrotondato; sulla mandibola si nota una coppia di canini appuntiti.
La colorazione è abbastanza variabile, infatti ci sono esemplari sia marroni verdastri che tendenti al rosso. Sull'opercolo è sempre presente una macchia scura, nera o verdastra, con il bordo chiaro, spesso giallo. Le pinne possono presentare riflessi bluastri, mentre sul corpo spesso appaiono macchie bianche più o meno ampie. Il dimorfismo sessuale è abbastanza marcato e i maschi si possono distinguere grazie alle pinne pelviche più allungate e alla colorazione spesso più intensa.

## Biologia

### Alimentazione
La sua dieta, carnivora, è composta da invertebrati marini.

### Riproduzione
È oviparo e la fecondazione è esterna.

## Conservazione
Questa specie viene classificata come "a rischio minimo" (LC) dalla lista rossa IUCN perché molto diffusa, anche in diverse aree protette, e perché non sembra essere minacciata visto che viene pescata solo molto raramente per essere allevata in acquario.